# Diane Lampert
Diane Charlotte Lampert (geboren am 25. September 1924 in der Bronx, New York; gestorben am 22. Februar 2013 in Manhattan, New York) war eine US-amerikanische Liedtexterin und gelegentliche Drehbuchautorin. Die Periode ihres größten Schaffens erstreckt sich auf den Zeitraum der 1950er und 1960er Jahre. Aber auch danach war sie erfolgreich.
Sie schrieb Liedtexte für Künstler wie Brenda Lee, Harry Nilsson, George Jones, Red Foley, The Seekers und The Lettermen u. a.
Eines ihrer Lieder, Break It To Me Gently, gesungen von Juice Newton, erhielt 1983 einen Grammy für „Best Female Country Vocal Performance“ (siehe Grammy Awards 1983).
In Zusammenarbeit mit weiteren Songschreibern schrieb Lampert den Text für das Rockabilly-Lied Nothin’ Shakin’ (But the Leaves on the Trees), welchen die Beatles 1963 für eine Radioshow des BBC aufnahmen. Der Song wurde 1994 auf dem Album Live at the BBC erstmals auf Tonträger veröffentlicht.
Für Johnny Cash schrieb sie den Text für Breaking Bread (Musik: Paul Overstreet). Der Song erschien im November 2003 auf Cashs Album Unearthed.
Die Filme, für die sie Liedtexte schrieb, sind u. a. Die Schneekönigin (sowjetischer Zeichentrickfilm, 1957), Juke Box Rhythm (1959), Schweden – Nur der Liebe wegen (1965), Billie (1965) und Lautlos im Weltraum (1972), so wie Liedtexte für den Western Morgen bist du dran (1959) und dem Steve-Buscemi-Film Trees Lounge – Die Bar, in der sich alles dreht (1996).
Als Drehbuchautorin des kanadischen Fernsehfilms Ten Girls ago (1962, mit Buster Keaton) trat sie ebenfalls in Erscheinung. Sie schrieb auch das Libretto und die Texte für das Kinder-Jazzmusical Suite for Human Nature (2004), welches das zarte Zusammenspiel von Mutter Natur, Vater Zeit und ihren unperfekten menschlichen Kindern behandelt. Musikalisch begleitet wurde es von Wynton Marsalis. Ein auf ihren Texten basierendes Kinderbuch wurde im Mai 2016 unter gleichem Titel veröffentlicht.
Sie war verheiratet mit Fred Stuart, dem Leiter des Plattenlabels Rainbow Music Corporation in New York.
Sie starb 88-jährig in einem New Yorker Krankenhaus an Herzversagen.